# Carrier onboard delivery
Pour les articles homonymes, voir COD.

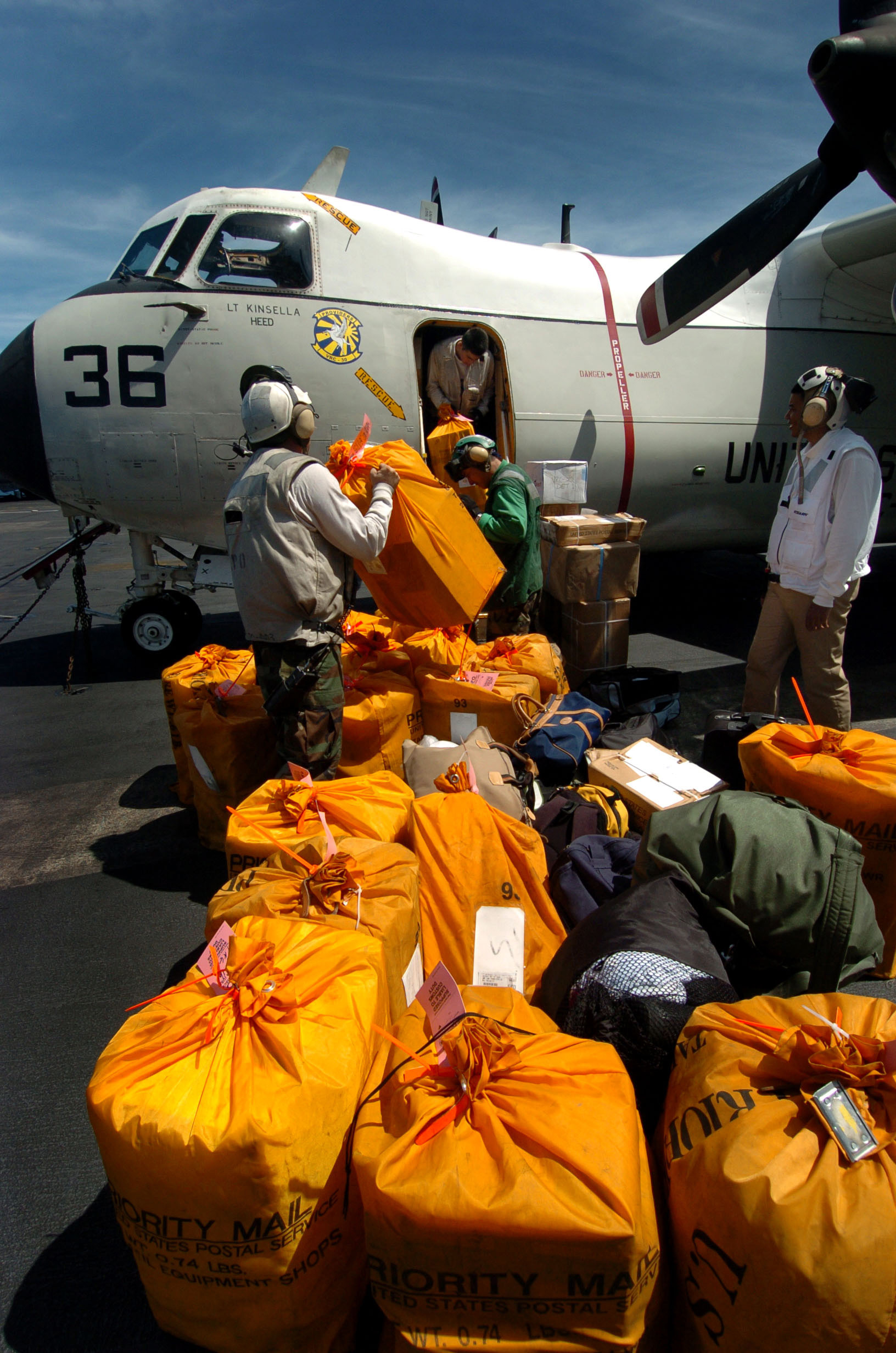
Chargement d'un 'Carrier onboard delivery.

Le Carrier onboard delivery ou COD est une procédure de transport aérien militaire en vigueur sur les porte-avions américains du type CATOBAR. Elle permet de relier par les airs ces bâtiments de guerre à des bases aéronavales au moyen d'avions spécialement adaptés. Plusieurs modèles d'aéronefs ont rempli les missions de ce type mais un seul fut spécialement conçu comme tel : le bimoteur à turbopropulsion Grumman C-2 Greyhound.

## Historique

### Dans l'US Navy

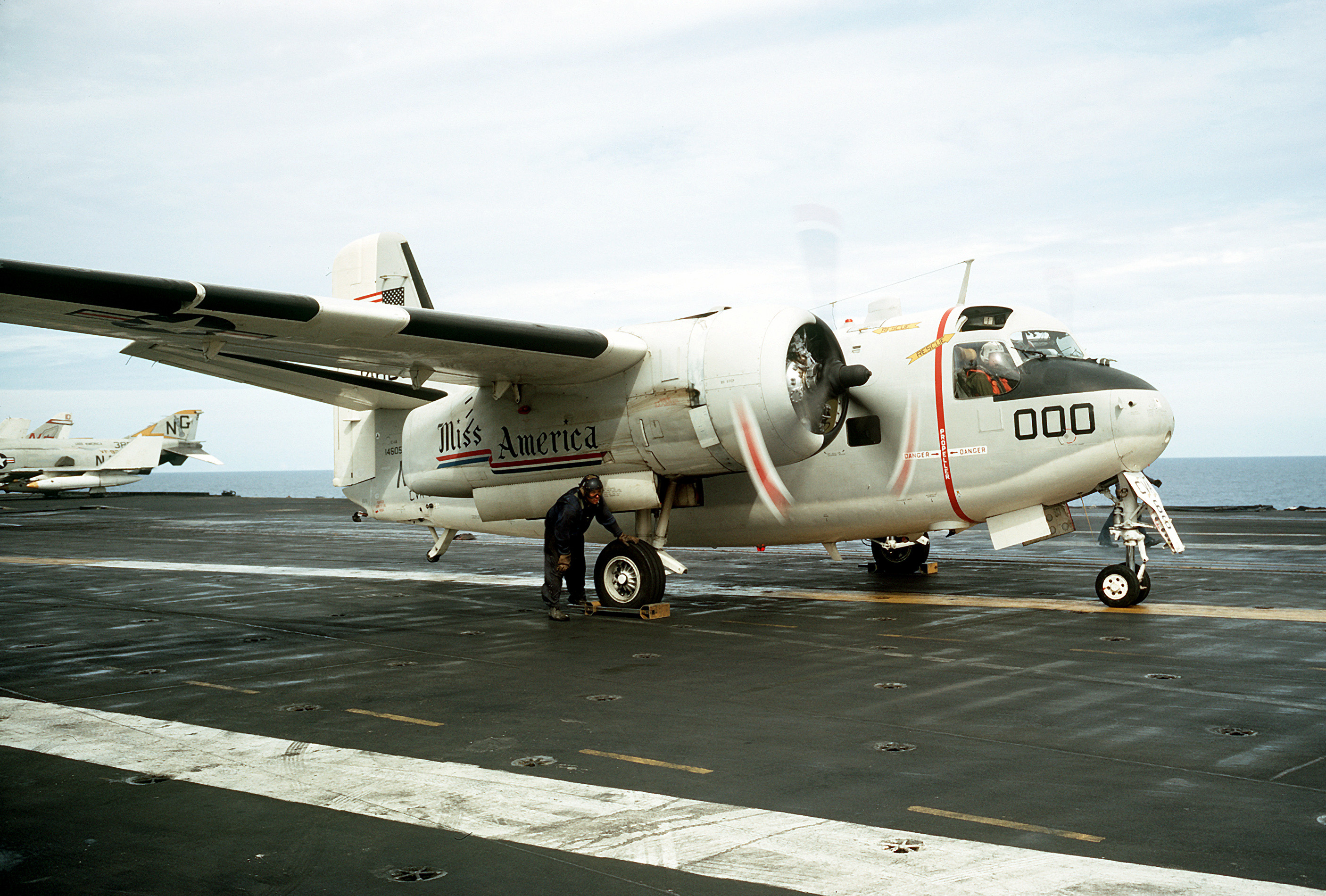
Grumman TF Trader.

C'est au cours de la Seconde Guerre mondiale que l'United States Navy réfléchit à l'emploi d'avions militaires modifiés pour réaliser des missions de ravitaillement en fret et en vivres à bord de ses porte-avions. À cette époque ces opérations étaient réalisées par des amphibies et hydravions Consolidated PBY Catalina qui devaient amerrir et se tenir au plus près des navires, sans toutefois pouvoir se mettre à couple à cause de leurs ailes.
La solution vint vers la fin de la guerre grâce au General Motors TBM-3R Avenger aménagé pour transporter sept passagers ou une charge de fret léger de 550 kg. maximum. Par la suite la marine américaine s'engagea dans la recherche d'un nouvel avion de transport destiné à ses porte-avions. Ceci donna naissance au Grumman TF Trader. Bien que nettement plus adapté à sa mission que son prédécesseur, le Grumman TF Trader n'en demeurait pas moins lui aussi un avion de combat transformé en avion de transport.
Ce n'est qu'en 1966 avec l'arrivée des Grumman C-2 Greyhound que l'aéronautique navale américaine réceptionna enfin son premier avion spécialement destiné aux missions de Carrier onboard delivery. En janvier 2020 cet appareil était toujours opérationnel dans la marine américaine pour ce type de rôle, même si son remplacement par des Boeing-Bell HV-22 Osprey est annoncé depuis 2015 et dont le premier vol a eu lieu ce mois-là. Finale le HV-22 a été nommé CMV-22B par l'US Navy. Ils ont commencé à opérer en 2021.
Un seul modèle d'avion à réaction servit de COD, le biréacteur Lockheed US-3A Viking. Il vola jusqu'en 1998, opérant en même temps que le C-2 Greyhound.

### Dans les marines européennes
En dehors de l'US Navy seule la Royal Navy a utilisé de manière opérationnelle un avion de Carrier onboard delivery : le Fairey Gannet COD Mk-4 construit à six exemplaires et utilisés jusqu'en 1965.
En France cependant des essais furent envisagés autour d'une version navalisée du Breguet 941. Cependant la Marine Nationale lui préféra l'hélicoptère Sud-Aviation SA321 Super Frelon, se tournant donc vers les missions de ravitaillement vertical.

## Galerie photos

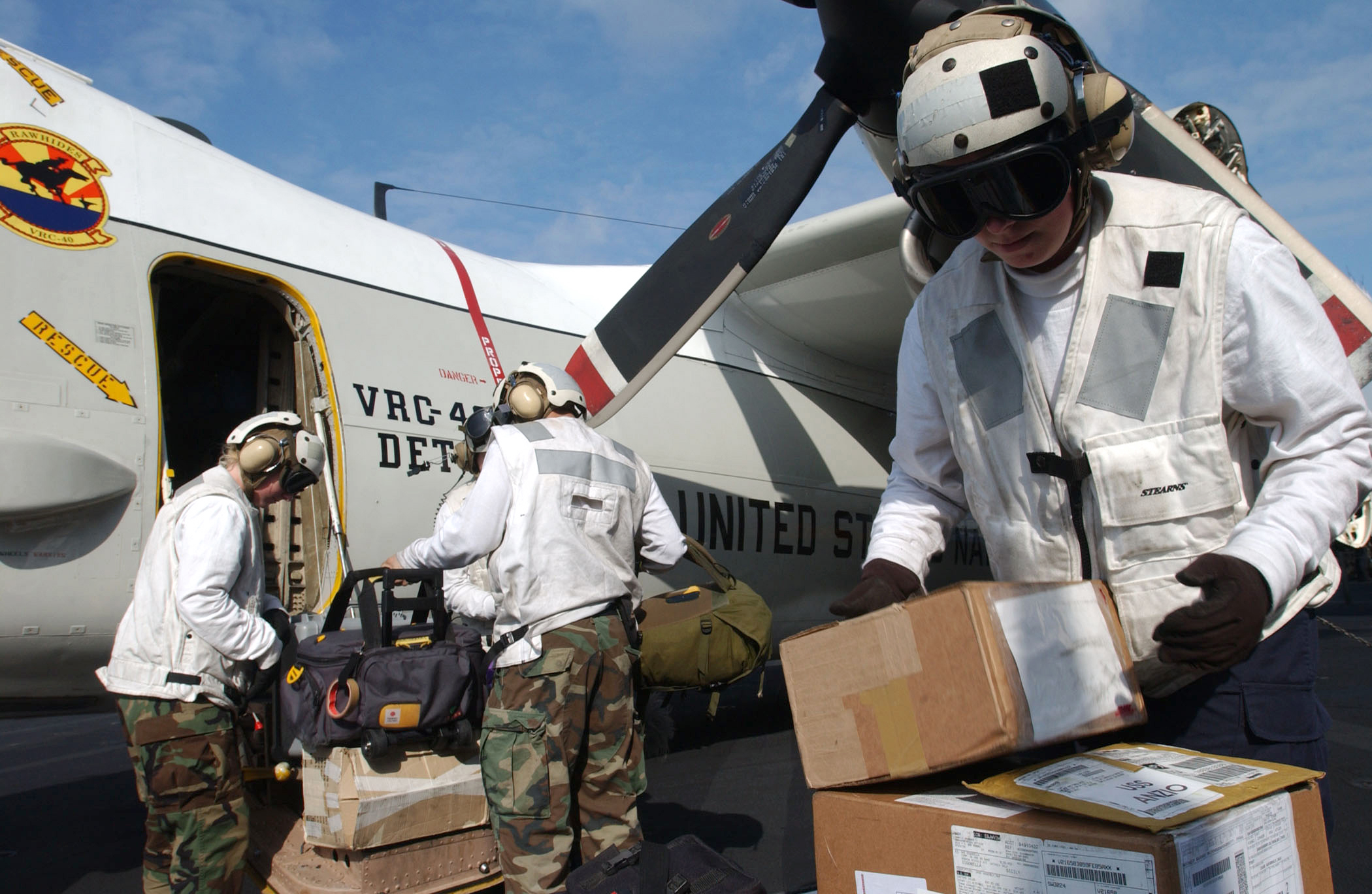
Chargement de petits colis à bord d'un C-2 Greyhound.
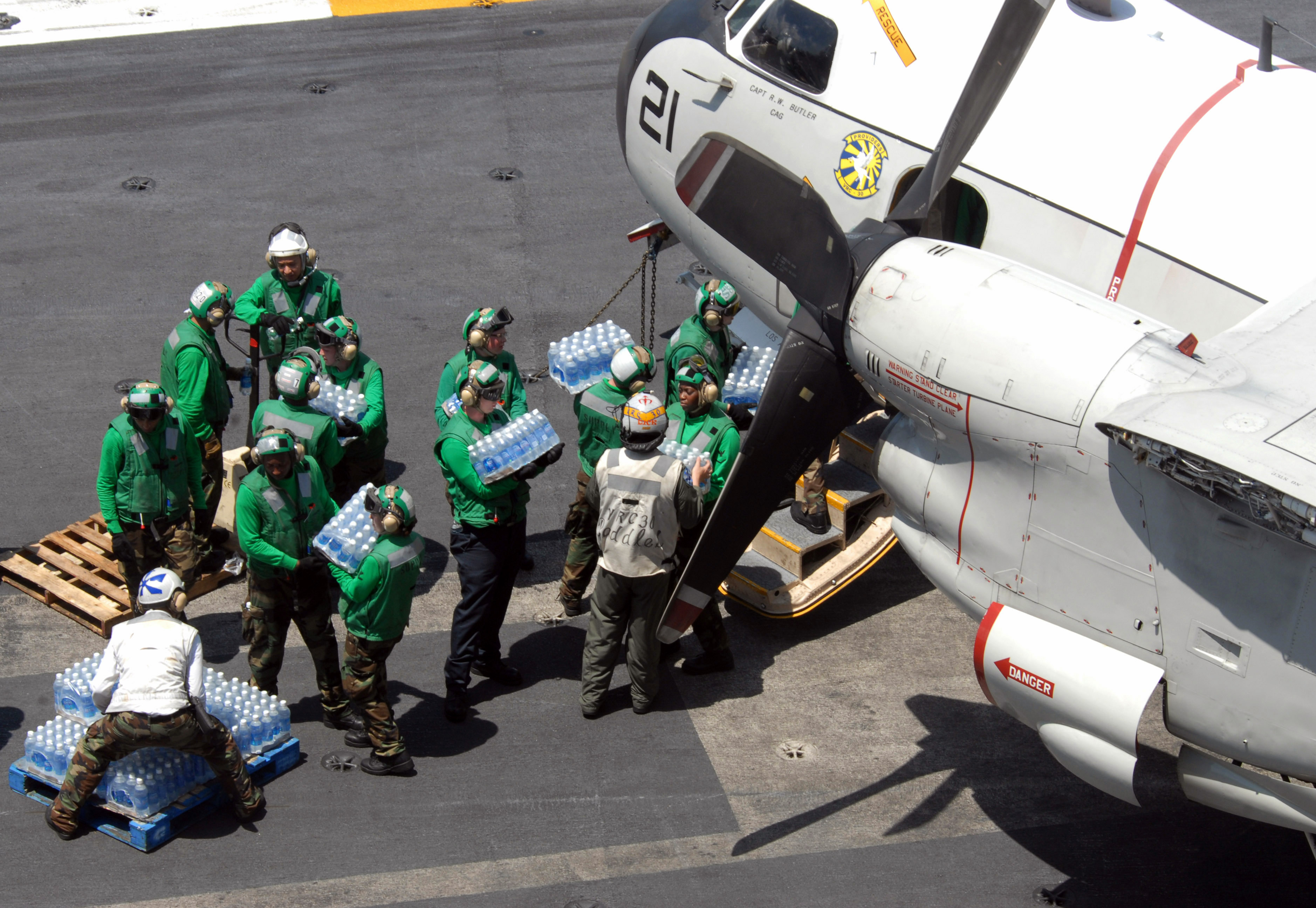
Des marins américains déchargeant des packs de bouteilles d'eau d'un C-2 Greyhound.
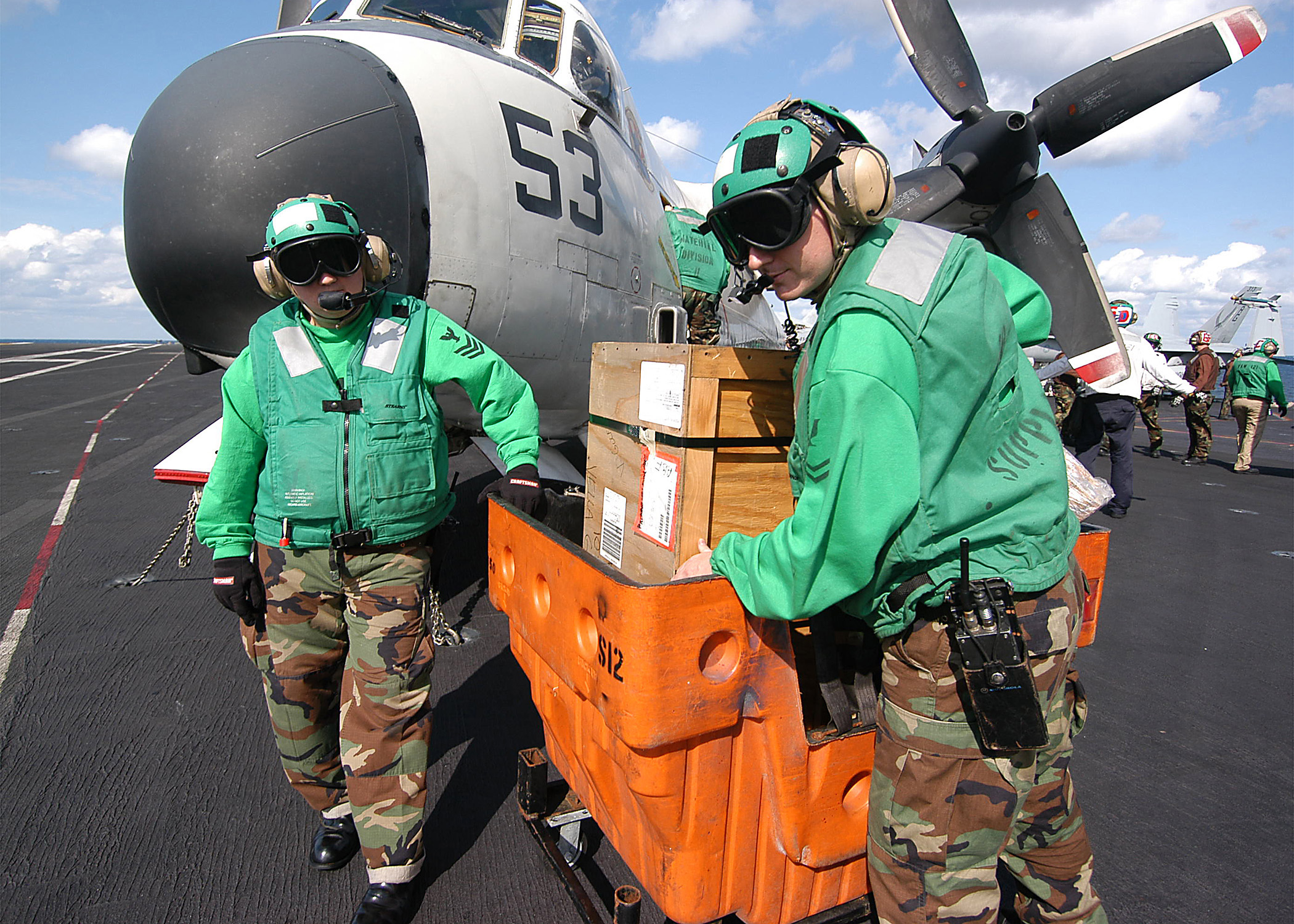
Le personnel du pont d'envol charge des caisses de courriers.
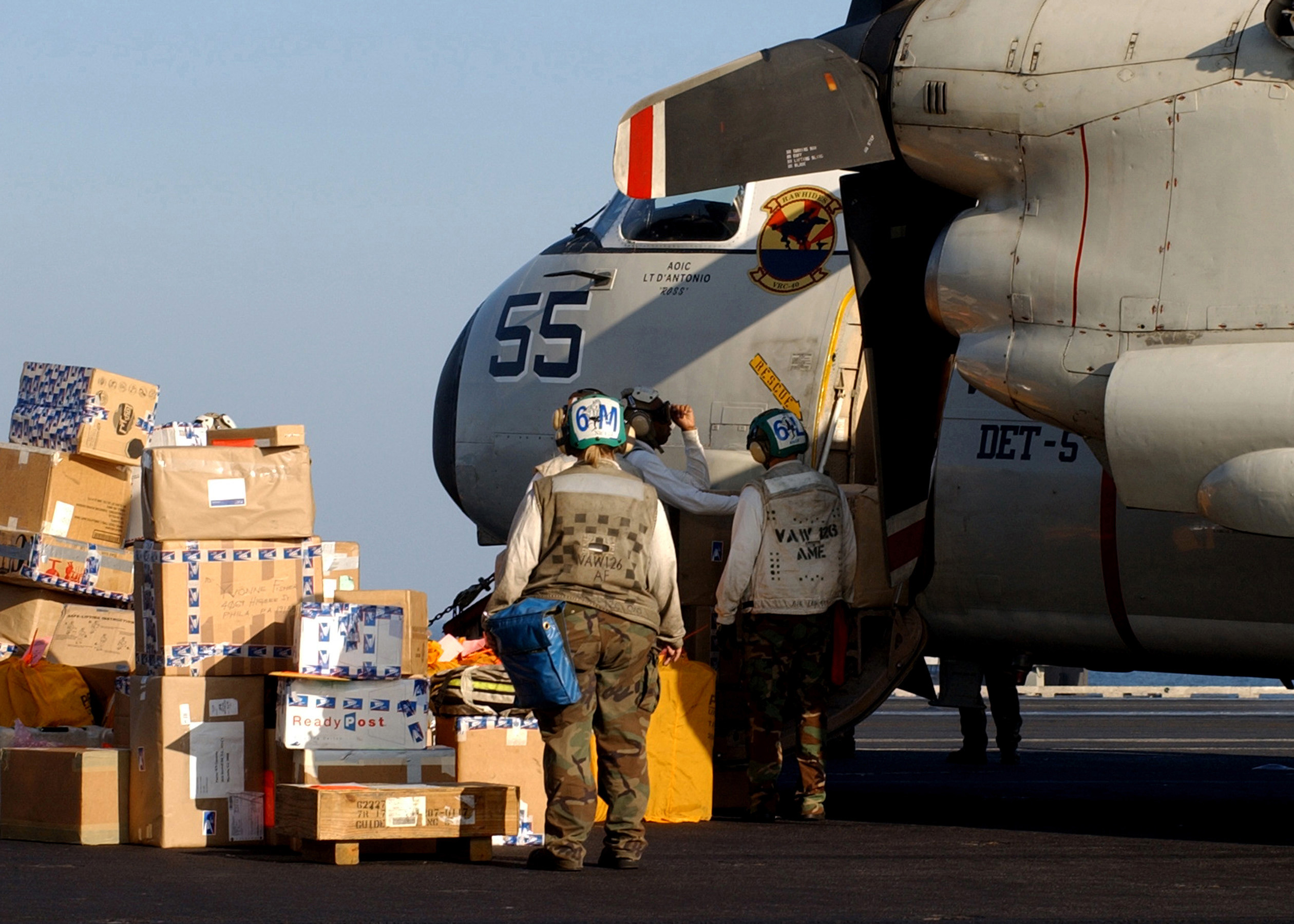
La cargaison type d'un C-2 Greyhound en mission COD.
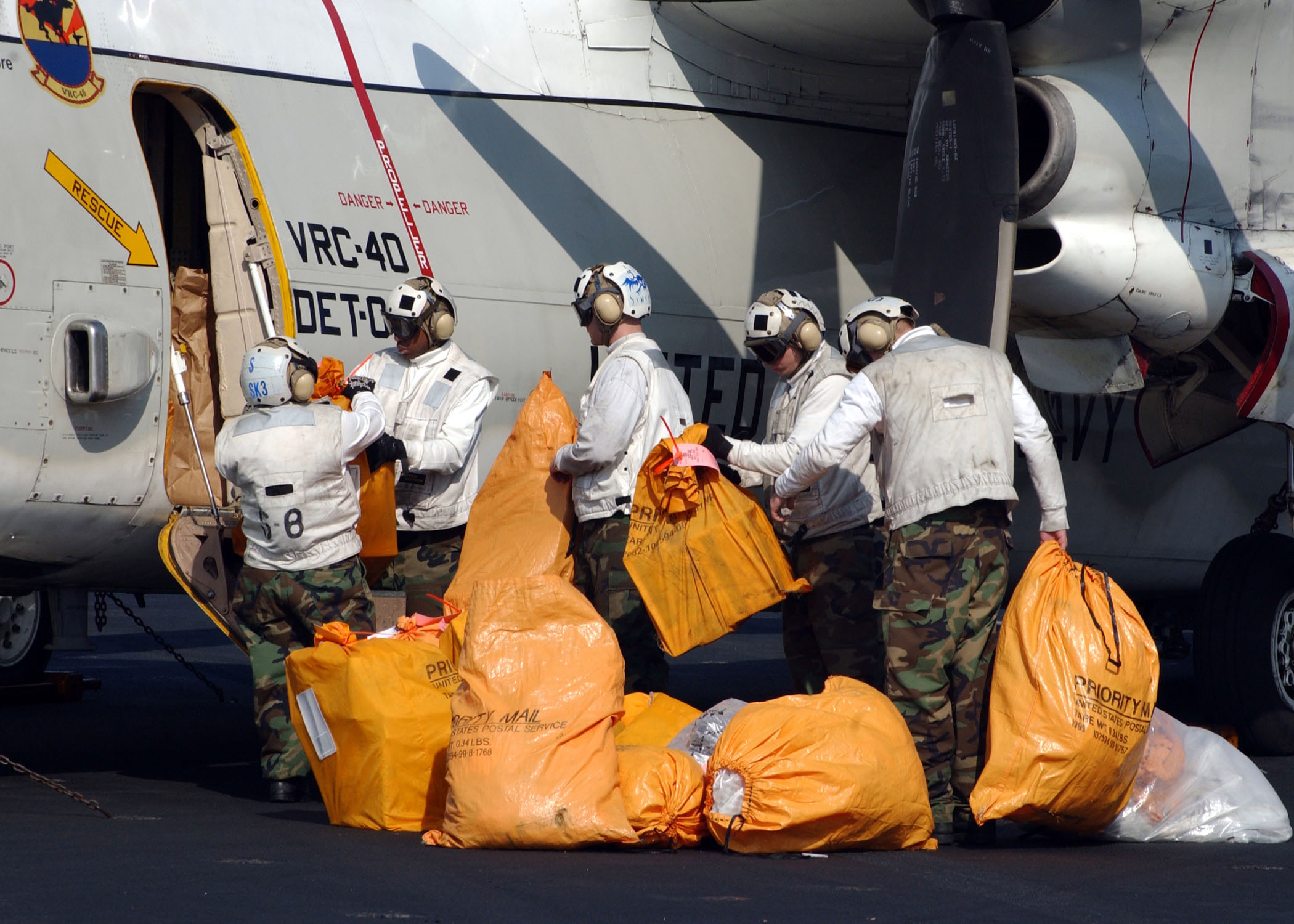
Des sacs postaux chargés à bord d'un C-2 Greyhound.
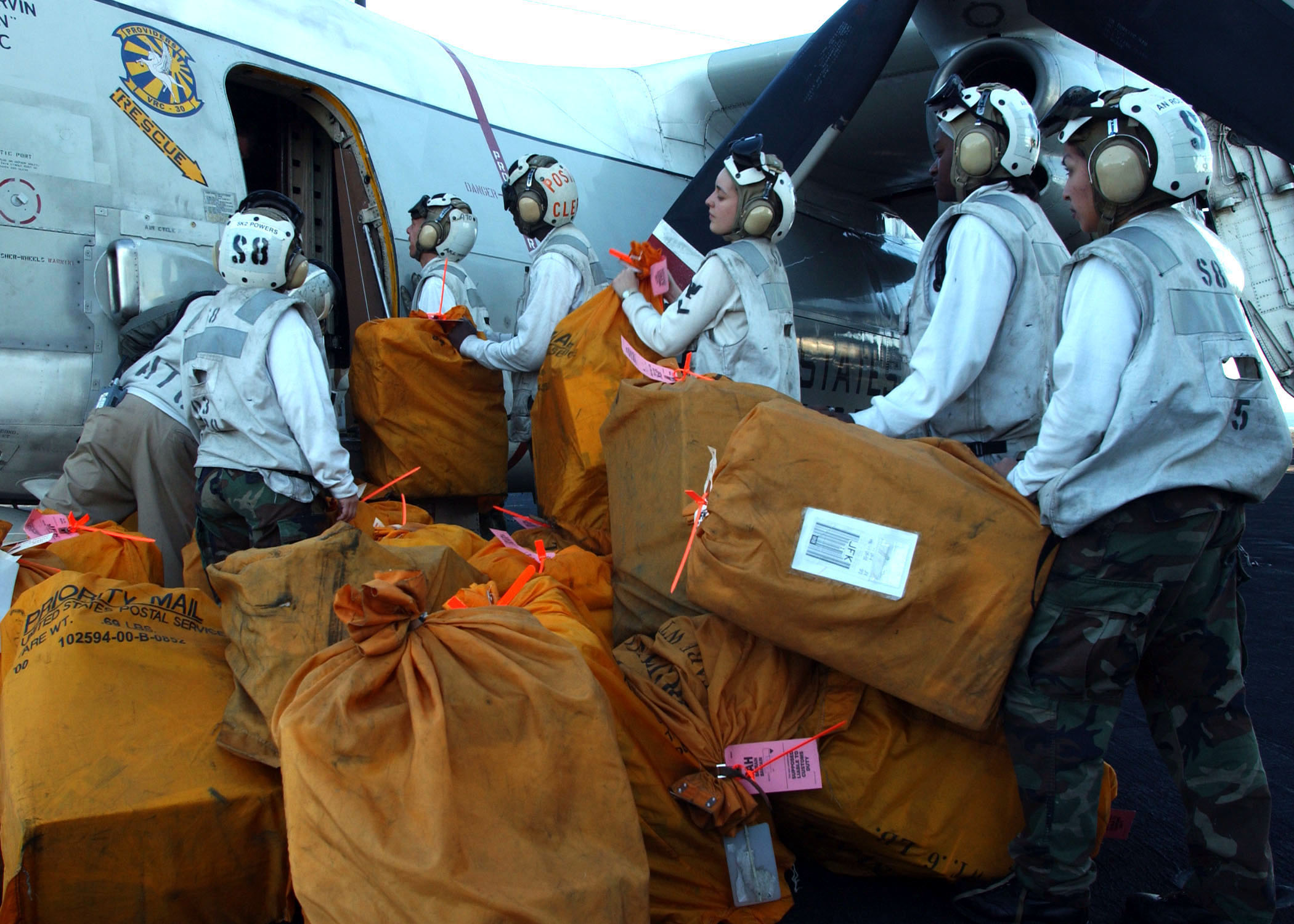
Colis chargés à bord d'un Carrier onboard delivery.

## Sources & références

### Sources bibliographiques
- (en) David Donald, Carrier Aviation Air Power Directory, The World's carrier and their aircraft 1950 : Present, Airtime Publishing, 2001 (ISBN 1-880588-43-9).
- Michel Marmin, Encyclopédie "Toute l'aviation", Editions Atlas, 1993.
- Jacques Legrand, Chronique de l'aviation, Paris, Éditions Chronique, 1991 (ISBN 2-905969-51-2).

### Sources web
- Le Carrier onboard delivery sur le site aéronautique francophone AvionsLégendaires.
- Le Carrier onboard delivery sur le site aéronautique anglophone TheAvionist.